# Artiemij Pawłow
Artiemij Jefimowicz Pawłow (ros. Артемий Ефимович Павлов, ur. 3 lipca 1891 we wsi Kyczino w guberni wiackiej, zm. 19 lutego 1972) – przewodniczący Prezydium Rady Najwyższej Udmurckiej ASRR (1939-1949).

## Życiorys
1914-1918 żołnierz rosyjskiej armii, a 1918-1921 Armii Czerwonej, członek RKP(b), 1921-1925 przewodniczący rady wiejskiej w rodzinnej wsi i komitetu wykonawczego rady gminnej w Wotskim Obwodzie Autonomicznym, 1925-1927 studiował na Komunistycznym Uniwersytecie w Kazaniu. 1927-1928 sekretarz gminnego komitetu WKP(b), 1928-1936 kolejno kierownik wydziału zaopatrzenia rolniczego, kierownik wydziału Wotskiej Gospodarki Rolnej, przewodniczący Głazowskiego Zarządu "Koopchleb", dyrektor stanicy maszynowo-traktorowej w Udmurckim Obwodzie Autonomicznym/Udmurckiej ASRR. W 1937 przewodniczący komitetu wykonawczego rady rejonowej w Udmurckiej ASRR i dyrektor stanicy konnej w Ułan Bator w Mongolii, 1938 przewodniczący komitetu wykonawczego rady rejonowej w Udmurckiej ASRR, od marca do lipca 1937 II zastępca przewodniczącego Rady Komisarzy Ludowych Udmurckiej ASRR, od lipca 1938 do sierpnia 1939 ludowy komisarz przemysłu leśnego Udmurckiej ASRR, od 10 sierpnia 1939 do 21 kwietnia 1949 przewodniczący Prezydium Rady Najwyższej Udmurckiej ASRR. Odznaczony Orderem Wojny Ojczyźnianej I klasy i Orderem Czerwonej Gwiazdy.